# Regije Maroka
Kao dio decentralizacije i regionalizacije, 2015. godine, zakonodavno tijelo donosi podjelu 12 novih područja Maroka. Regija je trenutno najveći upravni odjel Maroka. Regije su podijeljeni u ukupno 75 administrativne jedinice drugog reda, koje se nazivaju prefekture i pokrajine. 

## Regije (prije 1997.)
Prije 1997. godine, Maroko je bio podijeljen na 7 regija: Središnja, Istočna, Sjevero-Središnja, Sjeverozapadna, Južno-Središnja, Južna i Tnasift.

## Regije (1997. – 2015.)
Reorganizacijom iz 1997. godine Maroko je podijeljen na sljedećih 16 regija.
| Broj regije | Regija                           | Gl. grad    |
| ----------- | -------------------------------- | ----------- |
| 6           | Chaouia-Ouardigha                | Settat      |
| 11          | Doukkala-Abda                    | Safi        |
| 14          | Fès-Boulemane                    | Fès         |
| 5           | Gharb-Chrarda-Béni Hssen         | Kénitra     |
| 9           | Grand Casablanca                 | Casablanca  |
| 3           | Guelmim-Es Semara                | Guelmim     |
| 2           | Laâyoune-Boujdour-Sakia El Hamra | Laâyoune    |
| 7           | Marrakesh-Tensift-El Haouz       | Marrakesh   |
| 13          | Meknès-Tafilalet                 | Meknès      |
| 8           | Oriental                         | Oujda       |
| 1           | Oued Ed-Dahab-Lagouira           | Dakhla      |
| 10          | Rabat-Salé-Zemmour-Zaer          | Rabat       |
| 4           | Souss-Massa-Drâa                 | Agadir      |
| 12          | Tadla-Azilal                     | Béni Mellal |
| 16          | Tangier-Tetouan                  | Tanger      |
| 15          | Taza-Al Hoceima-Taounate         | Al Hoceima  |

Područje regija Oued Ed-Dahab-Lagouira (1), velika većina Laayoune-Boujdour-Sakia El Hamra (2) i dijelom Guelmim-Es Semara (3) su dio Demokratske Arapske Republike Sahare, nepriznate države s vladom u egzilu koju je osnovao saharavski pobunjenički pokret Polisario 27. veljače 1976.

## Reorganizacija (2015.)
Počevši od 2010. godine s provedbom je počeo novi državni program usmjeren na davanje svakoj regiji Maroka poseban oblik autonomije. Formirana je posebna organizacija za rješavanje ovog predmeta nazvana "Savjetodavna komisije za regionalizaciju". Komisija je objavila imena novih područja i njihove regionalne brojeve:
| Broj regije | Regija                    | Gl. grad    |
| ----------- | ------------------------- | ----------- |
| 1           | Tanger-Tetouan-Al Hoceima | Tanger      |
| 2           | Oriental                  | Oujda       |
| 3           | Fès-Meknès                | Fès         |
| 4           | Rabat-Salé-Kénitra        | Rabat       |
| 5           | Béni Mellal-Khénifra      | Béni Mellal |
| 6           | Casablanca-Settat         | Casablanca  |
| 7           | Marrakesh-Safi            | Marrakesh   |
| 8           | Drâa-Tafilalet            | Errachidia  |
| 9           | Souss-Massa               | Agadir      |
| 10          | Guelmim-Oued Noun         | Guelmim     |
| 11          | Laâyoune-Sakia El Hamra   | Laâyoune    |
| 12          | Dakhla-Oued Ed-Dahab      | Dakhla      |

Područje regija Dakhla-Oued Ed-Dahab (1), velika većina Laayoune-Sakia El Hamra (2) i dijelom Guelmim-Oued Noun (3) su dio Demokratske Arapske Republike Sahare, nepriznate države s vladom u egzilu koju je osnovao saharavski pobunjenički pokret Polisario 27. veljače 1976.